# 皮尔兰德拉星
皮尔兰德拉星是C·S·刘易斯创作的科幻小说三部曲《空间三部曲》的第二部，另两部是《沉寂的星球》和《黑暗之劫》。在1943年第一次出版。

## 剧情
《皮尔兰德拉星》讲述了剑桥大学语言学家兰塞姆博士从火星返回地球（《沉寂的星球》结尾）的几年之后，从火星的奥亚撒那里接受了一个使命。他将路易斯即本书的第一人称即作者本人叫到自己的家里，告诉他自己将要前往金星去完成使命。通过刘易斯的帮助，兰塞姆赤裸着蒙着眼睛被装进一个像冰制成的大匣子里面，被传送出地球。一年之后，他返回了地球，与刘易斯相见，对刘易斯讲述了他在金星的经历。
天堂般的皮尔兰德拉星（即金星），那是一片像伊甸园那样美丽的乐土。在那里，他骇然发现旧敌韦斯顿又出现了，并再次将他置于极度危险的处境。兰塞姆发现韦斯顿的身体被邪恶力量所控制，在生死攸关之际，为了拯救纯洁的皮尔兰德拉，兰塞姆卷入了这个星球上的正邪之战。